# Sphallotrichus setosus
Sphallotrichus setosus är en skalbaggsart som först beskrevs av Ernst Friedrich Germar 1824.  Sphallotrichus setosus ingår i släktet Sphallotrichus och familjen långhorningar.
Artens utbredningsområde är Paraguay. Inga underarter finns listade i Catalogue of Life.